# Tribunal Regional Eleitoral do Piauí
O Tribunal Regional Eleitoral do Piauí (TRE-PI) é a segunda instância do poder judiciário, em sua competência eleitoral, no estado brasileiro do Piauí.

## Histórico
O TRE-PI foi instalado em 7 de junho de 1945.

## Funcionamento
São órgãos da Justiça Eleitoral: o Tribunal Superior Eleitoral, os Tribunais Regionais Eleitorais, os Juízes Eleitorais e as Juntas Eleitorais, conforme o o art. 118 da Constituição Federal de 1988. A Constituição também determina, em seu art. 120, que haverá um Tribunal Regional Eleitoral na Capital de cada Estado e no Distrito Federal.